# Henryk Melcer-Szczawiński
Henryk Melcer-Szczawiński (Kalisz, 21 de setembro de 1869 — Varsóvia, 18 de abril de 1928) foi um pianista, compositor, regente e professor polonês.

## Biografia
Melcer estudou matemática na Universidade de Varsóvia e música no Instituto de Música de Varsóvia. Continuou seus estudos em Viena, onde foi aluno de Theodor Leschetizky.
É autor de dois concertos para piano e orquestra, onde a influência de Brahms é evidente. Suas outras composições incluem uma sinfonia, alguma música de câmara, canções, peças para piano, e duas óperas, uma delas incompleta.

## Obras
Fontes:

### Obras orquestrais
- Concerto para piano em mi menor (1892-4)
- Concerto para piano em dó menor (1898)
- Sinfonia em dó menor

### Obras de palco
- "Protesilas i Laodamia" (1902, libreto de S. Wyspiański) (Tragédia)

### Música de câmara
- Sonata para violino em sol maior (1907),
- Trio para piano em sol menor (provavelmente escrito em 1892-4)
- Dumka para Violino e Piano
- Cânone para Violino, Violoncelo e Piano (1890)

### Obras para piano
- Trois Morceaux Caracteristiques Op. 5, para piano solo
- Morceau fantastique (Phantasiestück)
- Estudo em Ré maior, op. 8
- Noturno em lá maior
- Prelúdio em dó maior
- Fuga em dó sustenido menor
- Variations sur un theme populaire polonais
- Quasi mazurka sur le theme W.M.S.
- Valsa a la Chopin
- La Fileuse de l'opera "Maria"
- Cânones (1890)